# Estación Linares
Linares es una estación que se ubica en la comuna chilena de Linares en la Región del Maule. La estación fue inaugurada en 1874 y desde entonces cuenta con servicios de pasajeros.

## Historia
La estación fue inaugurada el 27 de octubre de 1874, en función a la construcción del segmento de línea que conectaba el ferrocarril de estación Central de Santiago a estación Curicó y estación Chillán con estación Talcahuano. Luego pasó a formar parte de la Red Sur de Ferrocarriles del Estado, y es parte del Troncal Sur. El edificio fue reconstruido en 1892 por Williamson y Cía. y posteriormente en 1931, para dar mayores comodidades a los pasajeros.
Fue cabecera del ramal Linares-Colbún inaugurado en 1914, hoy levantado.
El 21 de febrero de 1938 se abrieron las propuestas públicas para la transformación del edificio principal de la estación. La propuesta ganadora fue la de Darío López. Las obras incluyeron el cubrir el andén, al costado del edificio, con una marquesina de concreto armado, la transformación y pavimentación del patio de entrada a la estación, el reforzamiento de las fundaciones generales del edificio, el cambio total de su techumbre, e instalaciones interiores. El costo total de la obra fue de $646 650 pesos.
En el año 2001, su edificio estación fue remodelado para el nuevo servicio TerraSur Chillán.
Actualmente cuenta con detenciones de dicho servicio, además fue detención terminal del servicio rural Expreso Maule, que sería cancelado en 2016 debido a los trabajos en la Región Metropolitana del nuevo servicio de cercanías Tren Rancagua-Estación Central.
El 10 de abril, la estación inició obras de rehabilitación, haciendo un recambio total de la infraestructura del edificio principal y los andenes. El 12 de abril de 2024, el ministro de Transporte y Telecomunicaciones, Juan Carlos Muñoz, en el contexto del inicio de las obras de la reconstrucción de la Estación Curicó, anunció la puesta en marcha del Tren Curicó-Linares para mayo de ese mismo año, incluyendo la estación Talca como parte del circuito.

## Servicios
- TerraSur Chillán[8]
- Tren Curicó-Linares